# Benoît de Jorna
Benoît de Jorna, né le 1er septembre 1951, est un prêtre catholique traditionaliste, membre de la Fraternité sacerdotale Saint-Pie-X, supérieur du district de France de 2018 à 2024.

## Biographie
Benoît de Jorna appartient à une ancienne famille catholique dont l'origine se trouve en Provence.
Il fait ses études au séminaire d'Écône de la Fraternité sacerdotale Saint-Pie-X. Le 29 juin 1984, il est ordonné prêtre par Marcel Lefebvre.
Après avoir exercé son ministère à Paris et enseigné au séminaire Saint-Curé-d'Ars à Flavigny-sur-Ozerain, il devient supérieur du district de France de la Fraternité sacerdotale Saint-Pie-X en 1994.
En 1996, il est nommé directeur du séminaire d'Écône, en Suisse. Professeur de dogmatique et de philosophie, il est un admirateur de Thomas d'Aquin et du père Réginald Garrigou-Lagrange. Il est aussi un détracteur des philosophies modernes, attaquant notamment le mariage pour tous et définissant l'homosexualité comme « une ignominie ».
En 2009, il est choisi pour être membre la délégation de la Fraternité sacerdotale Saint-Pie-X chargée des discussions doctrinales avec le Saint-Siège.
Le 16 juillet 2018, il devient à nouveau supérieur du district de France de la Fraternité sacerdotale Saint-Pie-X à la suite de l'abbé Christian Bouchacourt. Il quitte cette fonction le 15 août 2024, et y est remplacé par Gonzague Peignot.

## Abus sexuels
La Fraternité sacerdotale Saint-Pie-X a refusé d’ouvrir ses archives auprès des historiens de la commission Sauvé. Benoît de Jorna indique : « Je n’approuve pas ce que les évêques de France ont fait, parce qu’ils auraient dû travailler en interne sans demander une collaboration extérieure : c’est à eux de régler le problème ». De même, il refuse d'envisager une réparation auprès des victimes à travers la Commission reconnaissance et réparation mise en place par la Conférence des religieux et religieuses de France,, en expliquant: « On nous dit que nous ne sommes pas en pleine communion avec l'Église, je ne vois pas pourquoi nous le serions cette fois »,.